# Évita Muzic
Évita Muzic, née le 26 mai 1999 à Lons-le-Saunier, est une coureuse cycliste française spécialiste de cyclo-cross et de cyclisme sur route.
Le 22 août 2019, elle devient la  première championne de France sur route espoirs sur une compétition spécialement dédiée aux espoirs dames. Le 19 septembre 2020, elle remporte la 9e et dernière étape du Tour d'Italie féminin, à Motta Montecorvino. Elle est la première française à s'imposer sur le Giro depuis Pauline Ferrand-Prévot, en 2015. Le 19 juin 2021 elle devient championne de France sur route Élites à Épinal, en remportant la course en ligne, à 22 ans.

## Biographie
Évita Muzic naît de parents pratiquant le cyclisme en compétition, Laurence et Thierry. Son prénom est un hommage à Eva Perón et elle est d'origine slovène de par ses arrière-grands-parents paternels. Évita commence les compétitions à l'âge de 5 ans, avec le Guidon Bletteranois, club dans lequel elle signe sa toute première licence. Sa mère est d'ailleurs éducatrice dans ce club. 
Elle commence les compétitions par le cyclo-cross. Une discipline où elle est au-dessus du lot : jusqu'en poussins, elle court avec les garçons. Et gagne régulièrement face à eux. Certains la considèrent comme l'épouvantail.
Par la suite, elle intègre le Pôle Espoirs de Besançon.
Évita Muzic vit à Grenoble, elle est en couple avec le cycliste Eddy Finé.

### 2018-2020: débuts professionnels
Elle termine le Tour d'Italie 2019 troisième au classement de la meilleure jeune, et vingt-sixième au classement général. 
En 2020, elle remporte une étape du même prestigieux Tour d'Italie, cinq ans après la dernière victoire d'étape française sur cette course (Pauline Ferrand-Prévot en 2015).Elle est également sélectionnée pour la course en ligne des championnats du monde où elle termine en 20e position.

### 2021: championne de France sur route
Le 19 juin 2021, elle devient championne de France sur route Élites à Épinal, en remportant la course en ligne, à 22 ans. Elle devance la tenante du titre, Audrey Cordon-Ragot et Gladys Verhulst. Elle étrenne son maillot tricolore sur la Course by le Tour, le 26 juin, à Brest.

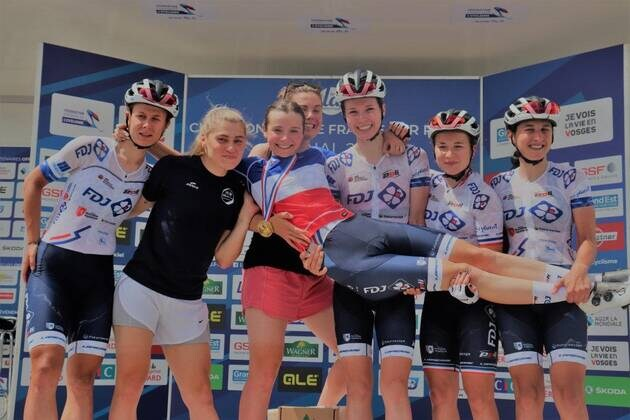
Evita Muzic sacrée championne de France sur route à Épinal (Vosges), le 19 juin 2021, à 22 ans, portée en triomphe par ses coéquipières de la FDJ.

Au Tour d'Italie, elle est troisième du classement de la meilleure jeune. À la Classique de Saint-Sébastien, dans Jaizkibel, Évita Muzic, Pauliena Rooijakkers et Ane Santesteban attaquent. Rejointes par d'autres, elles sont rattrappées dans la dernière difficulté. Évita Muzic se classe cinquième. Elle est également cinquième au Grand Prix de Plouay.

### 2022: places d'honneurs
Évita Muzic connaît un début de saison compliqué. Souffrant encore de sa chute en fin de saison passée, sur le Women’s Tour, qui l'avait contrainte à se faire opérer, elle commence la saison avec des douleurs au genou. Elle se fait finalement opérer, le 5 janvier et renonce notamment aux Strade Bianche et au Trofeo Alfredo Binda. La championne de France ne retrouve la compétition que le 13 avril, à l'occasion de la Flèche Brabançonne, où elle chute sans gravité et abandonne.
Elle revient avec de belles dispositions et se met au service du collectif. Le 20 avril, sur la Flèche Wallonne, aux côtés de l'Australienne Brodie Chapman, elle effectue un gros travail en tête de peloton pour revenir sur les échappées, dans le final. Une aide précieuse pour la victoire finale de Marta Cavalli, désignée leader. Quatre jours plus tard, elle s'échappe sur Liège-Bastogne-Liège, en compagnie de Marlen Reusser et d'Amanda Spratt, entre autres, confirmant sa forme ascendante. Présente aux côtés des meilleures au sommet de la côte de la Redoute, elle abat ensuite, là encore, un gros travail pour Marta Cavalli, avant de lâcher prise dans la Roche aux Faucons.
Sur sa lancée, elle brille sur le Tour de Burgos, mi-mai. Sur la troisième étape, elle s'échappe en compagnie de la championne d'Espagne, Mavi García (UAE Team ADQ), dans le final. Elle craque à 700 mètres de l'arrivée, sur une attaque de l'Espagnole, et prend finalement la deuxième place de l'étape, à Ojo Guareña. Le lendemain, elle achève ce Tour de Burgos à la deuxième place du général, derrière une autre Française, Juliette Labous (Team DSM), terminant troisième de la 4e et dernière étape, l'étape reine, remportée par Demi Vollering (SD Worx). La Jurassienne franchit un nouveau cap dans sa carrière.
Fin juin, à Cholet, elle perd logiquement son maillot de championne de France sur route, au profit d'Audrey Cordon-Ragot (Trek-Segafredo), sur un circuit qui ne lui correspond pas. 
Mais Évita Muzic est sélectionnée pour son tout premier Tour de France. Elle fait partie des quatre filles présélectionnées à la FDJ Suez-Futuroscope, avec Marta Cavalli, Grace Brown, Cecilie Uttrup Ludwig, elle y va dans un rôle de lieutenant de cette dernière, leader désignée de l'équipe française. Lors de la quatrième étape, entre Troyes et Bar-sur-Aube, elle se distingue dans le final, sortant en contre avec Alena Amialiusik et Veronica Ewers. Mais le trio ne parvient pas à revenir sur Marlen Reusser, qui remporte l'étape. Évita Muzic prend la deuxième place, réglant le groupe de poursuivantes au sprint. Douzième de la dernière étape, jugée au sommet de la Super Planche des Belles Filles, elle termine l'épreuve dans le top 10, se classant 8e du classement général final. « J'avais bien besoin de tous ces encouragements dans la Planche pour finir. » avoue-t-elle à l'arrivée de l'étape.

### 2023

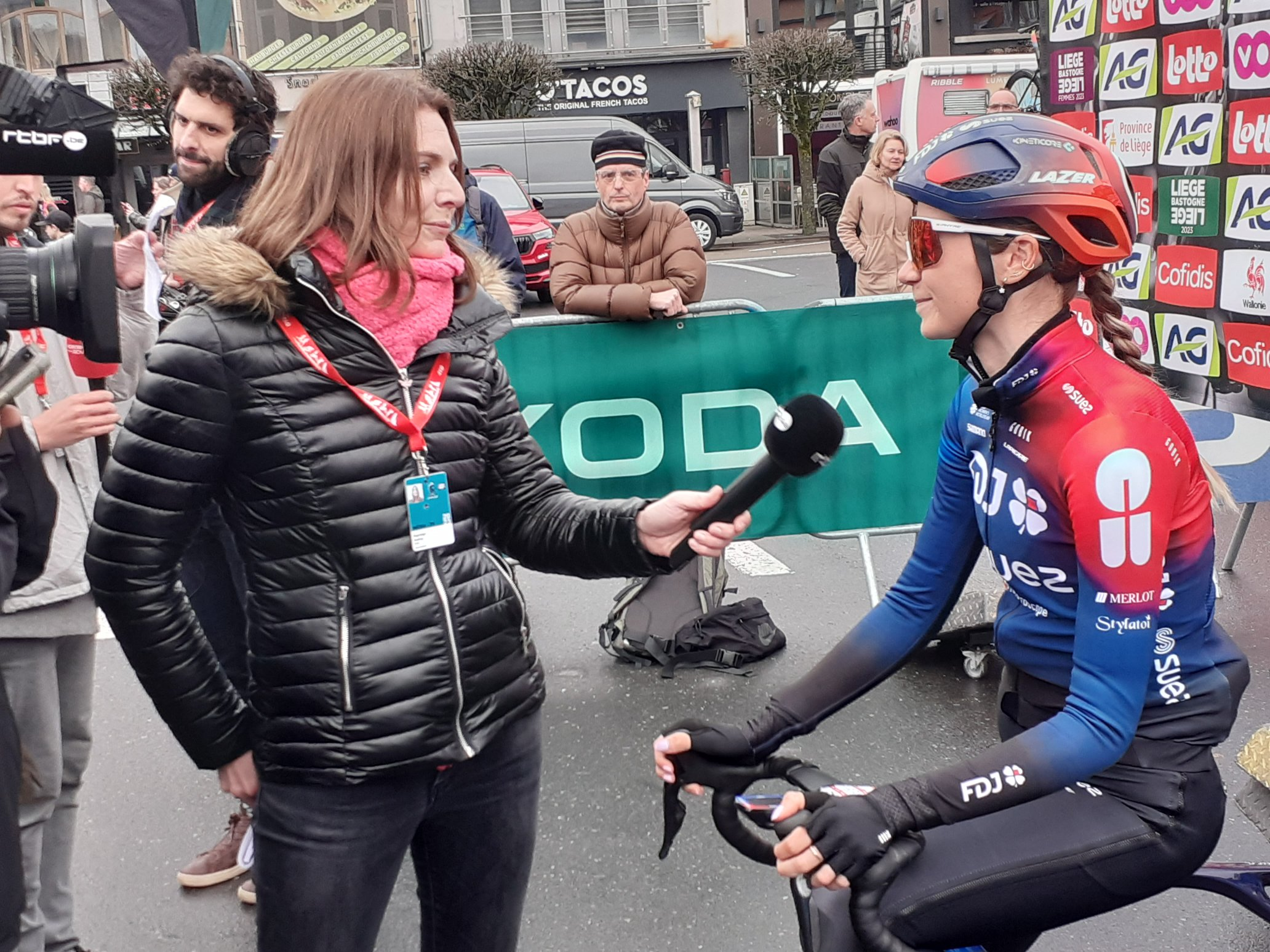
Evita Muzic en interview au départ de Liège-Bastogne-Liège 2023, à Bastogne.

L'hiver 2022-2023 marque le retour d'Évita Muzic à ses premiers amours : le cyclo-cross. Elle qui était considérée comme un « épouvantail » dans les sous-bois dans ses jeunes années, avant de se consacrer davantage à la route à partir de 2018, n'y avait plus couru depuis octobre 2019. Elle prend part à cinq courses, s'imposant même à Aix-les-Bains (Savoie), le 15 octobre, avant de faire quelques apparitions en Coupe de France et de participer au cyclo-cross de Dijon (une épreuve inscrite au calendrier de l’UCI), le 1er novembre. Elle y décroche une belle cinquième place.
Malheureusement, les hivers se suivent et se ressemblent pour l'ancienne championne de France qui voit ses douleurs au genou droit se réveiller ce qui retarde une nouvelle fois sa préparation et perturbe son début de saison. Elle ne reprend la compétition qu'au Trofeo Alfredo Binda, fin mars. Cependant, la Jurassienne revient très vite à son meilleur niveau et prouve qu'on peut compter sur elle sur la campagne des Classiques. Aux portes du top 10 sur la Flèche Brabançonne (11e), elle passe tout près de la victoire sur le Grand Prix de Chambéry, une manche de Coupe de France, montant sur la troisième marche du podium en jouant la course d'équipe. Très forte ce jour-là, elle couvre sa coéquipière, Victorie Guilman, partie à l'avant, en suivant toutes les attaques de ses adversaires. 
Sur la Flèche Wallonne, bien qu'elle ait beaucoup travaillé pour ses leaders, Marta Cavalli et Cecilie Uttrup Ludwig, et alors qu'elle est lâchée dans l'avant-dernière ascension, la côte de Cherave, elle va chercher la 5e place au sommet du Mur de Huy, alors qu'elle était mal placée, en queue de groupe, au pied de l'ascension. « C’est vrai que malgré mon retour un peu tardif, je suis en forme presque plus tôt que prévu. Normalement, mon pic de forme était fixé sur la Vuelta (du 1er au 7 mai) avec mon entraîneur ».
« On voit bien le talent qu’elle a, alors qu’elle n’a que 23 ans. Quand on lui donne les clefs du camion… C’est une fille extrêmement talentueuse, on peut s’attendre à tout avec elle [...] C’est une excellente grimpeuse et finisseuse, capable d’aller chercher très loin dans la douleur ».
On se prend alors à rêver qu'elle devienne la toute première Française à monter sur le podium de la Doyenne, Liège-Bastogne-Liège, une de ses courses favorites. Mais la Jurassienne n'a pas les mêmes jambes que sur La Flèche Wallonne. Lâchée dans La Redoute, elle revient au contact des meilleures, avant d'être de nouveau décrochée dans la Roche aux Faucons. Elle obtient néanmoins son meilleur résultat sur ce Monument, 17e, finissant avec Labous, Katarzyna Niewiadoma ou encore Fisher-Black. Et est encore la meilleure FDJ-Suez à l'arrivée, devant ses leaders, comme au Mur de Huy. De très bon augure avant la Vuelta.
Début mai, Evita Muzic arrive avec de belles ambitions sur la Vuelta Femenina, un Tour d'Espagne historique par son format (pour la première fois, elle s'étend sur une semaine). Pour la toute première fois, surtout, l'ex-championne de France est promue co-leader de la FDJ-Suez, aux côtés de Marta Cavalli.
Mais après un contre-la-montre par équipes encourageant, où la FDJ-Suez ne concède qu'une vingtaine de secondes sur les principales favorites, elle joue de malchance lors de la 3e étape. Piégée dans les bordures, elle perd 1 minute et 32 secondes, comme Silvia Persico, une autre outsider. Et se retrouve à deux minutes de Demi Vollering, Van Vleuten ou Katarzyna Niewiadoma.

### 2024: victoire sur la Vuelta et quatrième du Tour de France
En janvier, FDJ-Suez annonce l'extension du contrat d'Évita Muzic jusqu'en fin d'année 2027.
Elle finit dixième des Strade Bianche puis quatrième de la Flèche wallonne. 
Au Tour d'Espagne, elle perd plus de deux minutes lors de la quatrième étape, pourtant plate. Sur la cinquième étape, elle termine quatrième à trente-neuf secondes de Demi Vollering,.  Le lendemain, dans la dernière montée Demi Vollering mène le peloton. Dans le final, Vollering hausse le rythme. Évita Muzic revient de l'arrière avant de doubler au sprint Demi Vollering,. La dernière journée, elle est deuxième à vingt-neuf secondes de Demi Vollering,. Elle est cinquième du classement général final à trois minutes quinze de Demi Vollering.

## Palmarès en cyclo-cross
- 2013-2014

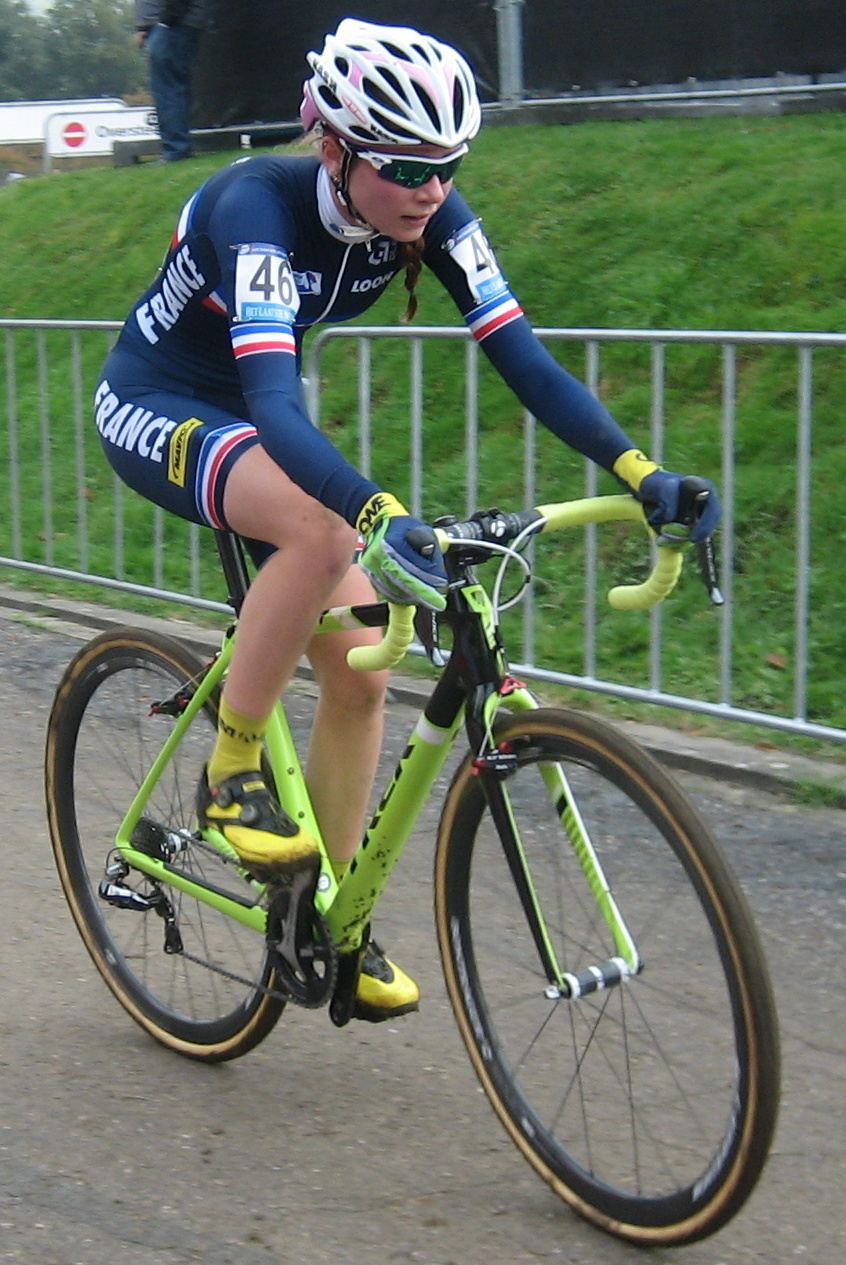
Évita Muzic, Cauberg Cyclo-Cross, Fauquemont-sur-Gueule, Pays-Bas, le 23 octobre 2016

  - 2e de la coupe de France cadettes
- 2014-2015
  -  Championne de France de cyclo-cross cadettes
  - Coupe de France cadettes
  - 3e de la coupe de France juniors
- 2016-2017
  - Radcross Illnau
  - Val d'Ille Intermarché Cyclo-cross Tour, La Mézière
  - Coupe de France juniors
  - 3e de la coupe de France de cyclo-cross
  - 3e de la coupe de France de cyclo-cross #1, Gervans
  - 3e de la coupe de France de cyclo-cross #2, Bagnoles-de-l'Orne
  - 3e de la coupe de France de cyclo-cross #3, Nommay
  - 3e du championnat de France de cyclo-cross juniors
- 2023-2024
  - Rivabellacross #NormandyCX, Ouistreham

## Palmarès sur route

### Par année
- 2015
  - 3e de la coupe de France minimes-cadettes
- 2016
  - 2e des Petites Reines de Sauternes (Cdf)
  - 2e de la coupe de France juniors
- 2017
  -  Championne de France sur route juniors
  - Classique Pyrénées (cdf)
  - 2e de la coupe de France
  - 2e de la coupe de France juniors
  - 10e du championnat du monde sur route juniors
- 2018
  - 3e du Grand Prix de Chambéry
- 2019
  -  Championne de France sur route espoirs
  - 3e du championnat de France du contre-la-montre espoirs
  - 3e de La Périgord Ladies
- 2020
  - 9e étape du Tour d'Italie
  - 9e du championnat d'Europe sur route espoirs
  - 10e du Tour d'Italie
- 2021
  -  Championne de France sur route
  -   Médaillée de bronze du championnat d'Europe sur route espoirs
  - 5e de la Classique de Saint-Sébastien
  - 5e du Grand Prix de Plouay
- 2022
  - Alpes Grésivaudan Classic[27]
  - 2e du Tour de Burgos
  - 3e du Mont Ventoux Dénivelé Challenges
  - 6e du Tour de Romandie
  - 8e du Tour de France
- 2023
  - Alpes Grésivaudan Classic
  - 3e du Grand Prix de Chambéry
  - 5e de la Flèche wallonne
  - 6e de La Vuelta Femenina
  - 6e du Tour du Pays basque
- 2024
  - 6e étape de La Vuelta Femenina
  - 2e de la Durango-Durango Emakumeen Saria
  - 2e du Grand Prix de Chambéry
  - 2e du Tour de Burgos
  - 2e de l'Alpes Grésivaudan Classic
  - 2e du Tour d'Émilie
  - 4e de la Flèche wallonne
  - 4e du Tour de France
  - 5e de La Vuelta Femenina
  - 9e du Trofeo Alfredo Binda-Comune di Cittiglio
  - 10e des Strade Bianche
  - 10e du Tour de Suisse
- 2025
  - 2e de la Durango-Durango Emakumeen Saria
  - 9e du Tour du Pays basque
  - 10e du Tour d'Espagne
  - 10e du Tour de France

### Classements mondiaux
| Année                                 | 2018 | 2019 | 2020 | 2021 | 2022 | 2023 | 2024 |
| ------------------------------------- | ---- | ---- | ---- | ---- | ---- | ---- | ---- |
| Classement UCI                        | 423e | 193e | 59e  | 36e  | 31e  | 32e  | 9e   |
| UCI World Tour                        | nc   | 116e | 52e  | 30e  | 23e  | 36e  | 9e   |
|                                       |      |      |      |      |      |      |      |
| Légende : nc = non classéSource : UCI |      |      |      |      |      |      |      |

### Résultats sur les grands tours

#### Tour d'Italie
6 participations :
- 2019 : 26e
- 2020 : 10e et vainqueure de la 9e étape
- 2021 : 12e
- 2022 : 14e
- 2023 : 17e
- 2025 : 13e

#### Tour de France
4 participations :
- 2022 : 8e
- 2023 : abandon (5e étape)
- 2024 : 4e
- 2025 : 10e

#### Tour d'Espagne
3 participations :
- 2023 : 6e
- 2024 : 5e, vainqueure de la 6e étape
- 2025 : 10e